# Alan di Galloway
Alan di Galloway, noto anche come Alan fitz Roland (1199 circa – 1234), è stato un nobile e militare britannico.

## Biografia
Fu fra i più grandi magnati di Scozia, Signore di Galloway per diritto ereditario e Conestabile di Scozia fu fra i più influenti uomini della nazione. Alan salì agli onori delle cronache all'approssimarsi del 1200 quando ereditò le terre del padre Roland, spese circa vent'anni per far avere alla madre la parte di eredità che le spettava e, nel tempo ebbe terre anche in Inghilterra. Fu fra coloro che consigliarono Giovanni d'Inghilterra alla stesura della Magna Charta e in patria fu fra i consiglieri di Alessandro II di Scozia al tempo in cui sperò di prendere il nord dell'Inghilterra a causa dei tumulti sorti in seguito al rigetto della Charta da parte di Giovanni. Alan partecipò anche alla colonizzazione inglese dell'Ulster aiutando nel contempo la corona scozzese contro le ribellioni che nacquero nelle periferie del paese. Egli si buttò anche nel conflitto che coinvolse il Regno dell'isola di Man, questo era nominalmente sotto il controllo norvegese e Haakon IV di Norvegia reagì con un'azione militare che provocò una crisi diplomatica con la Scozia.
In quanto padrone della semi-autonoma Signoria di Galloway Alan venne corteggiato da Inghilterra e Scozia per il suo potenziale militare e le saghe norvegesi lo raccontano come un grande guerriero. Secondo i costumi celtici di Galloway l'erede di Alan sarebbe potuto essere il figlio maschio illegittimo, ma i costumi della corte scozzese volevano che l'erede fosse la figlia femmina più vecchia. Alla sua morte quindi la corona, per forzare Galloway ad integrarsi nel tessuto nazionale, spezzettò la signoria fra le figlie ponendo fine a una Signoria che risaliva ai tempi di Fergus di Galloway.

## La famiglia
Alan di Galloway nacque prima del 1199 da Lochlann di Galloway, detto Ronald ed Helen de Morville (morta 1217). I suoi genitori si sposarono prima del 1185, probabilmente già nel decennio precedente visto che Lochlann nel 1186 aveva tre figli in ostaggio presso Enrico II d'Inghilterra. I due ebbero tre maschi e due femmine, uno morì probabilmente in giovane età, uno, Thomas di Galloway, divenne Conte di Atholl per matrimonio, entrambe le sorelle sposarono dei nobili.
Per parte di madre Alan discendenva dai de Morville e suo nonno era stato Conestabile di Scozia, per parte di padre era bisnipote di Fergus di Galloway e il figlio di questi, Uthred Signore di Galloway, pare fosse figlio di Fergus e di una delle numerose figlie illegittime di Enrico I d'Inghilterra. Le origini di Fergus sono oscure, ma probabilmente poco dopo il suo emergere nel 1136 diede la figlia Affraic in matrimonio a Olafr Godredsson sovrano del Regno dell'isola di Man. Questi lontani matrimoni fecero sì che Alan fosse imparentato con i re dell'Isola di Man e con quello d'Inghilterra, parentele che sarebbero state importanti nella carriera di Alan.

## Il conestabile
Il padre di Alan morì nel dicembre 1200 ed egli gli succedette alla guida della Signore di Galloway e alla carica di Conestabile di Scozia, quest'ultimo incarico Lachlann l'aveva acquisito dalla famiglia della moglie unica erede vivente di Richard de Morville (morto 1189). Quale conestabile Alan, come i conti, aveva il dovere di condurre l'esercito del re e se non è chiaro se all'epoca il conestabile avesse la precedenza sui conti nella guida dell'esercito regio è chiaro che Alan dette molta importanza a questo ruolo. Infatti nel tempo questa carica tese sempre ad avere la priorità sul suo ruolo ereditario di Signore di Galloway.
Anche prima della morte del padre Alan fu presente ai circoli di corte, forse proprio come sostituto del padre e la sua prima presenza documentata è del 1199 quando presenziò alla stesura di un documento reale presso Forfar. Da qui fino al 1209 Alan parve concentrare la propria carriera presso la corte scozzese infatti fu testimone della firma di molti documenti. Che egli avesse un ruolo preminente è dimostrato dal fatto che, nelle fonti, il suo nome appare sempre fra i primi quattro, che fosse un uomo considerato lo dimostra, per altro il suo secondo matrimonio. Se il primo lo aveva legato alla nobiltà inglese con le nozze con una delle figlie di Roger de Lacy il secondo lo portò nella famiglia reale scozzese. Attorno al 1209 Alan sposò Margherita di Huntingdon nipote del re e figlia di David di Scozia.
Fra il 1210 e il 1215 gli affari legati alla Scozia diminuirono sensibilmente, mentre quelli legati all'Inghilterra incrementarono costantemente.

## L'Ulster
Attorno al primo quarto del XIII secolo Giovanni d'Inghilterra diede ad Alan diverse terre nell'Ulster, una transazione che probabilmente ebbe luogo dopo il viaggio di Giovanni in Irlanda del 1210. La data esatta non è riscontrabile a causa del buco che esiste nei documenti inglesi che vanno dall'aprile 1209 al maggio di tre anni dopo. L'impatto più grosso del viaggio, disastroso, si abbatté sulla famiglia anglonormanna dei De Lacy. A pagarne il prezzo maggiore fu Hugh de Lacy, I conte dell'Ulster, con la confisca delle sue terre in Irlanda Giovanni andò nelle condizioni di poter premiare i suoi sostenitori, è del 1210 una concessione del re ad Alan, ed è possibile che in quell'anno egli abbia anche partecipato alle spedizioni inglesi come evidenziato dalle fonti che nominano un certo Alan figlio di Roland al servizio del re.
Altre fonti vogliono che la rendita di Alan sia datata al 1212, Giovanni di Fordun afferma che quando il re inglese e quello scozzese firmarono un trattato a Norham Alan fece il suo omaggio anche per le terre che aveva in Irlanda.
C'è anche ragione di pensare che Alan avesse l'approvazione di Guglielmo I di Scozia circa i propri affari con Giovanni.
Nel 1211 le contee di Ross-shire e Moray, situate all'estremo nord, furono invase da Gofraid mac Domnaill (morto 1212 o 1213) un membro del Meic Uilleim che contestava la regalità di Guglielmo in base a vecchie disposizioni ereditarie. Di questo periodo è il trattato di Norham e lo si può vedere come il voler mantenere buone relazioni con il vicino inglese. I Meic Uilleim presero supporto dalle regioni più decentrate di Scozia e probabilmente anche dalla parte più "celtica" dell'Ulster, in effetti l'invasione avrebbe potuto originarsi da lì ed essere una sorta di effetto ritardato del viaggio di Giovanni. Nell'Ulster la figura gaelica più importante era quella di Aodh Méith un uomo che non solo aveva riempito il vuoto di potere lasciato dalla caduta di Hugh, ma che forse aveva aiutato l'invasione di Gofraid. Le susseguenti implementazioni delle concessioni ad Alan nella regione non servirono solo a salvaguardare gli interessi inglesi, ma anche la sicurezza scozzese. In effetti l'alleanza fra Giovanni ed Alan pare essere una campagna ben costruita fra le due nazioni per controllare territori fuori portata dove l'autorità regia era contestata.
Le terre in mano ad Alan comprendevano in effetti gran parte di quelle che oggi sono le contee di Antrim e Londonderry da Glenarm a Coleraine. Anche suo fratello Thomas e suo cugino Donnchadh, conte di Carrick ricevettero delle terre colà.

## Il re inglese
Nel luglio 1212 Giovanni chiese ad Alan cento dei suoi uomini migliori per una spedizione nel Galles del nord, anche Guglielmo era presente con Giovanni a Carlisle, probabilmente insieme ad Alan e al fratello e questo fa presupporre che la richiesta inglese avesse l'avallo della Scozia. La Scozia qualche tempo prima aveva ricevuto aiuto da Giovanni che aveva pagato dei mercenari provenienti dal Ducato di Brabante da spedire contro i Meic Uilleim e forse Guglielmo permise ai due fratelli di rispondere a titolo di ricompensa.
Alan rispose alla chiamata, ma rifiutò di pagare per il mantenimento degli uomini, come chiesto dal re, forse perché apparisse chiaro che il Galloway non doveva alcun servigio militare all'Inghilterra. Nel tardo 1214 Guglielmo morì e venne succeduto dal giovane figlio Alessandro II di Scozia che riconfermò ad Alan l'incarico di Conestabile.
Fino al 1215 Alan fu in grado di servire entrambi i sovrani, da quel momento in poi però Giovanni si trovò a dover fronteggiare i baroni sempre più inquieti e disposti alla rivolta e in Scozia Alessandro si schierò fra gli oppositori del vicino inglese. Per un certo periodo Alan tentò di tenere il piede in due scarpe, ma alla fine decise di sposare la causa di Giovanni, da gennaio a Pasqua il re fu impegnato nel negoziare con i baroni, poi in maggio i negoziati si ruppero e i baroni ritirarono la loro fedeltà, lo stesso giorno Alan ricevette una somma ingente dal re cosa che rivela tutte le aspettative che egli nutriva sul suo potenziale militare.
In giugno Giovanni cedette e dovette accettare di sottomettersi all'autorità dei baroni firmando la Magna Charta, una cosa che indusse molti dei baroni ribelli a rendere il proprio omaggio al re. Il nome di Alan appare fra i 27 consiglieri ricordati nel preambolo della Charta cosa che rivela che egli fu uno dei consiglieri di Giovanni. Chiaro segno che Alan aveva influenza sulla sua stesura è una delle clausole che obbliga Giovanni a soddisfare alcune richieste di Alessandro, entro luglio sia Alan che il fratello videro riconfermate le proprie proprietà in Irlanda.

## Fra Inghilterra e Scozia
Poco dopo averla firmata Giovanni rigettò la Magna Charta e quando Alessandro II si mosse contro di lui Alan si schierò con quest'ultimo, infatti nel 1216 viene segnalato fra i ribelli in un documento inglese e la Cronaca di Melrose segnala che gli uomini di Galloway furono fra coloro che imbracciarono le armi contro gli inglesi. Quando poi nel settembre seguente gli inglesi chiesero ad Alessandro di cedere il controllo del castello di Carlisle il nome di Alan figura fra i destinatari delle missive.
Sempre in tempo di guerra Alan dette le terre di Kirkby Thore a John di Newgibbin segno della probabile alleanza fra Alan ed Alessandro anche se, va notato, queste terre si trovavano nel Westmorland e a Newgibbin erano già state destinate da Robert de Vieuxpont (morto 1227 o 1228) fin dal 1203 e i Vieuxpoint erano imparentati con i Morville. I nomi di coloro che testimoniarono alla stesura del documento avevano tutti legami territoriali o famigliari con la Scozia e altri erano aperti oppositori di Giovanni. Il documento sembra rivelare dunque che non solo Alan perseguì delle pretese territoriali che andavano a vantaggio della Scozia, ma che Alessandro prefigurava un suo dominio sul Northumberland. Il predominio di Alan su queste terre in terra inglese durò il tempo della guerra, ma ebbero effetti duraturi giacché nel 1223 la famiglia Vieuxpoint ebbe difficoltà a rientrare in possesso di quelle terre che Alan aveva ceduto a Newigibbin.
Quando alla fine la pace tornò fra i due regni Alan non si precipitò subito oltreconfine e il motivo di questo ritardo potrebbe essere stato la morte della madre avvenuta nel 1217. Con la sua morte egli entrava in possesso delle terre dei Morville a Lauderdale e Cunninghame entrambe entro i confini scozzesi. In ogni caso Alan non godette dello stesso rapporto privilegiato con il nuovo re Enrico III d'Inghilterra e la sua lealtà dovette essere a lungo dibattuta se solo nel 1220 Enrico gli riconfermò i possedimenti che aveva in Inghilterra ed Irlanda. Nell'aprile di quell'anno i due re si incontrarono a York, Alan rese omaggio ad Enrico e questi gli riconfermò le proprietà in questione, fu anche uno dei dodici magnati che promise di portare a compimento il giuramento di Alessandro secondo il quale egli avrebbe preso in moglie una delle sorelle di Enrico, Giovanna o Isabella d'Inghilterra.

## Gli anni incerti
Di quel che fece Alan nel decennio del 1220 si sa poco, come Conestabile in ogni caso è plausibile che partecipasse alle campagne che Alessandro portò avanti in quegli anni. Una pare lo portò contro tale Domnall mac Niall che faceva base a Inverness e forse anche, successivamente, a Strathspey e nelle valli di Glen Albyn. Questi successi potrebbero essere dovuti anche allo stabilirsi del Clan Cumming a Badenoch e alla creazione delle signorie di Stratherrick, Boleskine ed Abertarff; non si sa se queste operazioni furono correlate in qualche modo a quelle intraprese, in mare, dal fratello del re nello stesso periodo. Secondo gli Annali di Lough Cé Thomas nel 1221 uccise Diarmait mac Ruaidrí Ó Conchobair un pretendente al titolo di Re del Connacht mentre era in viaggio con una flotta di mercenari reclutati nelle Isole Ebridi, non si sa se questo scontro fu in qualche modo legato ai fallimentari tentativi scozzesi di entrare nell'Argyll compiuti in quello stesso anno.
L'unica fonte che parla di questi tentativi è Giovanni di Fordun che segna come Alan avesse al seguito molti uomini di Galloway, sia lui che Andrew of Wyntoun nella sua Orygynale Cronykil of Scotland scrivono che solo l'anno dopo le truppe di Alessandro riuscirono a entrare nella regione e a sottometterla. Oggetto della rabbia di Alessandro poteva essere Ruaidhri mac Raghnaill che aveva parecchie terre nel Kintyre oltre alle Isole del Clyde, la vita di questi è penosamente priva di riferimenti certi. Se da una parte lo si potrebbe pensare quale sostenitore dei meic Uilleim nel 1212 aiutò Thomas contro i membri del Cenél Conaill. Si suppone anche che egli fosse alleato con il Diarmait mac Ruaidrí Ó Conchobair di cui sopra, che era avversario dell'alleato di Enrico Cathal Crobdearg Ua Conchobair il che lo avrebbe reso inviso a entrambi. Quale che fosse il caso questa seconda campagna fu un successo e Alessandro consolidò la propria autorità sul Firth of Clyde non si sa se per l'espulsione di Ruaidhri o per la ricostruzione del Castello di Tarbet o per la costituzione del Royal Burgh di Dumbarton.

## La fine dei possedimenti irlandesi
Fra il 1223 e il 1224 Hugh de Lacy si alleò con Áed Méith e mosse guerra per riprendersi le terre irlandesi riprendendosene presto una gran parte, gli Annali dell'Ulster riportano, per altro, che il suo alleato distrusse il castello di Thomas a Coleraine. Nel 1224 Alan scrisse a Enrico che era stato in servizio attivo per il re per diversi mesi e che aveva pianificato un'invasione dell'Ulster quando gli era giunta una lettera che riportava di una tregua stilata fra de Lacy e il governo locale. Nella lettera Alan chiese non solo conferma della tregua, ma anche che, nel caso de Lacy fosse tornato nelle grazie reali che le terre sue e del fratello fossero salvaguardate. Alan ricevette da Enrico licenza di colonizzare le loro terre l'anno seguente, ma non v'è prova che lui o il fratello fossero in grado di farlo. Nel tardo 1225 Thomas ricevette un risarcimento monetario dal re pari a una rendita annua di 100 £ probabilmente per risarcirlo delle perdite subite nell'Ulster. A dispetto delle rassicurazioni di Enrico le terre dei due fratelli, già dal tardo 1227, vennero di nuovo minacciate da Hugh e due anni dopo entrambi figurano in una lista di proprietari terrieri chiamati a prendere parte a una spedizione in Francia. Thomas ubbidì, Alan invece, che non aveva ricevuto risarcimenti di nessun genere, non rispose, è probabile che sia stato in questo periodo che egli sposò la sua terza moglie, Rose da Lacy, figlia di Hugh come riportato dalla Cronaca di Lanercost. Probabilmente Alan vide nel matrimonio il modo per salvare qualcosa delle terre di famiglia dopo che ne era stata perduta la gran parte, in ogni caso, dopo tanti anni, le ambizioni irlandesi di Alan erano giunte al termine.

## Le Isole
Anche se il ritorno di Hugh nell'Ulster è sicuramente da attribuire all'incapacità di Alan di farvi fronte va considerato che egli, forse, non vi riuscì perché impegnato anche su altri fronti, nella fattispecie nel Regno dell'isola di Man. Quando Godred II Olafsson morì nel 1187 egli designò quale erede il figlio Olaf il Nero, ma poiché egli era ancora bambino i nobili locali gli avevano preferito il figlio illegittimo, ma adulto, Raghnall mac Gofraidh. Verso la fine del primo quarto del XIII secolo i due fratellastri giunsero a un punto di rottura andando in guerra aperta ed Alan appoggiò Raghnall.
Dal punto di vista scozzese l'instabilità nelle isole era di certo fonte di preoccupazione, poiché si temeva che i loro scontri si propagassero sulla terraferma e le contese nelle isole potevano originarsi da conflitti contro la corona scozzese. In quest'ottica è possibile che gli scozzesi decidessero di appoggiare un contendente contro l'altro nella speranza che il vincitore avrebbe distrutto il potere dell'avversario riportando la pace nella regione. Per gli scozzesi Raghnall era più appetibile poiché poteva diventare una pedina centrale nella loro lotta contro i meic Uilleim e contro i loro alleati nell'Ulster.
Nel tardo 1225 Alan aiutò Raghnall in una spedizione militare, infruttuosa, contro il fratellastro, sempre secondo la Cronaca di Mann in quel periodo una delle figlie di Raghnall sposò uno dei figli illegittimi di Alan. Quest'alleanza matrimoniale gli costò la corona, gli abitanti del luogo infatti ridiedero il potere ad Amlaíb Dub, tale risentimento avrebbe potuto nascere dal timore che alla morte di Raghnall sarebbe stato Thomas, il figlio di Alan, a succedergli e Raghnall all'epoca era intorno ai sessant'anni. Di certo la corona scozzese avrebbe approvato l'idea di mettere sul trono delle Isole il figlio di un magnate di Scozia, non solo per la potenziale stabilità futura, ma anche per l'estendersi della propria sfera d'influenza. A seguito del proprio esilio Raghnall andò a vivere a Galloway, nel 1228 Amlaíb Dub si recò nelle Ebridi ed Alan con il figlio ed il consuocero si lanciarono all'attacco e le cronache riportano il saccheggio selvaggio della metà meridionale del regno. Sempre le cronache raccontano che Alan istituì dei balivi che raccogliessero delle tasse da spedire a Galloway, cosa che forse si riconduce al fatto che Raghnall doveva pagare per il supporto avuto. A quel punto Amlaíb Dub si rivolse agli inglesi per avere aiuto, in ogni caso il nuovo regno di Raghnall fu breve, una volta che Alan partì per tornare a casa Amlaíb Dub contrattaccò riprendendosi il paese.
Ai primi di gennaio del 1229 Raghnall attaccò ancora, le cronache riportano che di nuovo vi fu il supporto di Galloway, dato che è da lì che partì, ma il fatto che avesse con sé solo cinque navi fa supporre che gli aiuti di Alan stavano divenendo meno sostanziosi. Qualche settimana dopo, in febbraio, i due fratellastri si incontrarono sul campo e Raghnall venne ucciso, in quel caso le truppe di Alan non c'erano forse perché in Scozia si andava infiammando una ribellione che aveva richiesto la sua attenzione di conestabile. Pare infatti che vi fosse tale Gilla Escoip, membro dei meic Uilleim, che aveva messo a ferro e fuoco Inverness, la presenza ad Elgin di Alan corrobora quest'ipotesi. La campagna fu lunga e si concluse solo a ridosso della primavera del 1229 con la morte di Escoip e dei figli.
La morte di Raghnall non fu anche la fine dei suoi interessi nelle Isole, infatti egli insieme ai figli di Dubgall mac Somairle, Dubgall e Donnchadh dell'Argyll attaccarono di nuovo Amlaíb Dub. Secondo la Hákonar saga Hákonarsonar la notizia di quella che ormai era guerra aperta giunse alle orecchie di Haakon IV di Norvegia che delle isole era il governatore nominale, nel 1230 Amlaíb Dub giunse alla corte norvegese spinto dai continui attacchi di Alan. Le cronache riportano varie versioni di come Alan si vantò del fatto che partire per la Norvegia non era poi più difficile di quanto non fosse fare il viaggio in senso inverso, forse intendendo che si riteneva capace di invadere il paese, ovvio che tali affermazioni avrebbero potuto essere anche farina del sacco di Amlaíb Dub con lo scopo di infiammare Haakon contro il suo avversario. Certo è che egli aveva già avuto intenzione di intervenire perché aveva designato quale sovrano Óspakr Ögmundsson dandogli il comando della flotta norvegese con il compito di riportare pace nella regione. Pochi giorni dopo l'arrivo di Amlaíb Dub Óspakr salpò con la flotta e la sua spedizione è raccontata in molte delle cronache dell'epoca, arrivato ad Islay Óspakr s'incontrò con dei membri del clan meic Somairle, compresi gli antichi alleati di Alan, che fornirono altri uomini fino ad arrivare, si crede, a un totale di circa 300.
L'arrivo delle forze norvegesi non lasciò indifferente Alessandro che si diresse con l'esercito verso ovest, il 28 maggio Alan lo raggiunse ad Ayr, in giugno i norvegesi presero Kintyre, entrarono nel Firth of Clyde per poi attraccare all'Isola di Bute dove presero il Castello di Rothesay. Il castello era dimora di Walter Stewart, III Lord grande intendente, una scelta che potrebbe riflettere l'ansia crescente dei meic Somairle rispetto all'aumentare dell'influenza degli Stewart nella regione. Alan arrivò poco dopo e con i propri uomini spinse i norvegesi a ritirarsi da Kintyre. Poco dopo Óspakr soccombette alle numerose ferite riportate in battaglia e il comando tornò ad Amlaíb Dub che portò la flotta direttamente all'Isola di Man per poterla riprendere. Qui i norvegesi passarono l'inverno prima del ritorno in patria, il 1231 vide la morte del figlio di Raghnall, Gofraid Donn, e Amlaíb riprese il potere. In quell'anno Alan vide la fine delle proprie ambizioni sulle Isole, infatti se da una parte il suo arrivo a Kintyre costrinse i norvegesi alla fuga dall'altra rischiò di scatenare una guerra, cosa che di sicuro Alessandro non apprezzò.

## La famiglia
Alan si sposò tre volte. La prima moglie, di cui non sappiamo il nome, era una delle figlie di Roger de Lacy ed è qui che prese la signoria di Kippax dalla famiglia della moglie. Il secondo matrimonio con Margherita di Huntingdon lo portò dentro la famiglia reale scozzese e sarebbe avvenuto, secondo le cronache, attorno al 1209, il terzo avvenuto attorno al 1229 o 1219 lo imparentò di nuovo con i Lacy visto che sposò Rose de Lacy. Alan ebbe diversi figli dai primi due matrimoni, ma apparentemente solo le figlie raggiunsero l'età adulta.
- Figlia di nome ignoto, ne è riportata la morte nel 1213 mentre era ostaggio degli inglesi
- Helen di Galloway, divenne la prima moglie di Roger de Quincy
- Christina di Galloway (morta 1246), sposò William de Forz, IV conte di Albermale
- Dervorguilla di Galloway
- figlio di nome ignoto che pare fosse ancora vivo nel decennio 1220[7].

V'era anche un figlio illegittimo, Thomas.
Il fratello di Alan morì nel 1231, forse a causa delle ferite riportate in una giostra e Alan morì tre anni dopo, nel mese di febbraio, come riportato dalle cronache dell'epoca e venne sepolto presso l'abbazia di Dundrennan, dell'Ordine cistercense, fondata anni prima dal nonno paterno. Nelle rovine del monastero c'è quel che resta di una lapide funeraria che si crede essere sua. La sua morte senza eredi legittimi portò alla fine di un secolo di dominio ininterrotto della sua famiglia sul Galloway, è possibile che egli credesse che sarebbe stato il figlio illegittimo Thomas a succedergli e i costumi celtici della regione erano dalla sua. Legalmente le eredi più prossime erano le figlie, in ogni caso la corona si affrettò a prendere il Galloway, l'ascesa di Thomas poteva infatti rinfocolare degli interessi non graditi verso le Isole. V'erano anche i generi di Alan da tenere in considerazione, tutti uomini discendenti da potenti famiglie anglo-normanne e la prospettiva di causare la fine di una signoria semi-autonoma attraverso il suo spezzettamento fra di loro dev'essere stato allettante. Apparentemente il popolo di Galloway non era così contrario a vedere Thomas alla loro guida e non erano molto desiderosi di finire in mano a delle donne, ma Alessandro stroncò sul nascere ogni pretesa di ribellione e procedette con la tripartizione, fra coloro che brillarono in questo nuovo corso vi fu Fearchar, conte di Ross astro nascente della nuova amministrazione regia.